# Wahlkreis Neustadt an der Weinstraße
Der Wahlkreis Neustadt an der Weinstraße (Wahlkreis 43, bis zur Landtagswahl 2016 noch Wahlkreis 42) ist ein Landtagswahlkreis in Rheinland-Pfalz. Er umfasst die kreisfreie Stadt Neustadt an der Weinstraße sowie vom Landkreis Bad Dürkheim die verbandsfreie Gemeinde Haßloch und die Verbandsgemeinde Lambrecht (Pfalz).

## Wahl 2021
Bei der Landtagswahl 2021 vom 14. März 2021 entfielen im Wahlkreis auf die einzelnen Wahlvorschläge:
| Direktkandidaten     | Partei           | Wahlkreisstimmen in % | Landesstimmen in % |
| -------------------- | ---------------- | --------------------- | ------------------ |
| Giorgina Kazungu-Haß | SPD              | 29,7                  | 36,5               |
| Dirk Herber          | CDU              | 30,9                  | 24,8               |
| Peter Stuhlfauth     | AfD              | 11,5                  | 10,7               |
| Kathinka Rösiger     | FDP              | 4,4                   | 4,9                |
| Eckert Lube          | Grüne            | 10,4                  | 9,8                |
| Gottfried Haertel    | Die Linke        | 2,5                   | 1,9                |
| Giovanni Raneri      | Freie Wähler     | 10,7                  | 5,8                |
| –                    | Piraten          | –                     | 0,5                |
| –                    | ÖDP              | –                     | 0,6                |
| –                    | Klimaliste       | –                     | 0,8                |
| –                    | Die PARTEI       | –                     | 1,0                |
| –                    | Tierschutzpartei | –                     | 1,6                |
| –                    | Volt             | –                     | 1,0                |

## Wahl 2016
Die Ergebnisse der Wahl zum 17. Landtag Rheinland-Pfalz vom 13. März 2016:
| Direktkandidaten                  | Partei       | Wahlkreisstimmen | Landesstimmen |
| --------------------------------- | ------------ | ---------------- | ------------- |
| Giorgina Kazungu-Haß              | SPD          | 31,5 %           | 36,1 %        |
| Dirk Herber                       | CDU          | 32,6 %           | 26,8 %        |
| Jonas-Luca König                  | GRÜNE        | 7,2 %            | 5,7 %         |
| Markus Penn                       | FDP          | 6,7 %            | 6,0 %         |
| Christopher Hess                  | DIE LINKE    | 4,1 %            | 2,3 %         |
| Georg Krist                       | Freie Wähler | 17,9 %           | 4,8 %         |
| –                                 | AfD          | –                | 15,3 %        |
| –                                 | Sonstige     | –                | 3,0 %         |
| Wahlberechtigte: 67.206 Einwohner |              |                  |               |
| Wahlbeteiligung: 71,8 %           |              |                  |               |

## Wahl 2011
Die Ergebnisse der Wahl zum 16. Landtag Rheinland-Pfalz vom 27. März 2011:
| Direktkandidaten                  | Partei       | Wahlkreisstimmen | Landesstimmen |
| --------------------------------- | ------------ | ---------------- | ------------- |
| Wolfgang Ressmann                 | SPD          | 33,5 %           | 36,3 %        |
| Brigitte Hayn                     | CDU          | 36,1 %           | 33,3 %        |
| Frank Zander                      | FDP          | 3,4 %            | 3,6 %         |
| Waltraud Blarr                    | GRÜNE        | 15,5 %           | 16,0 %        |
| Andreas Severidt                  | DIE LINKE    | 2,9 %            | 2,6 %         |
| Dörthe Armstroff                  | NPD          | 2,1 %            | 1,7 %         |
| Michael Frech                     | Freie Wähler | 6,5 %            | 3,8 %         |
| –                                 | Sonstige     | –                | 2,8 %         |
| Wahlberechtigte: 67.276 Einwohner |              |                  |               |
| Wahlbeteiligung: 62,7 %           |              |                  |               |

- Direkt gewählt wurde Brigitte Hayn (CDU).[5]

## Wahl 2006
Die Ergebnisse der Wahl zum 15. Landtag Rheinland-Pfalz vom 26. März 2006:
| Direktkandidaten                  | Partei   | Wahlkreisstimmen | Landesstimmen |
| --------------------------------- | -------- | ---------------- | ------------- |
| Hildrun Siegrist                  | SPD      | 43,1 %           | 46,6 %        |
| Brigitte Hayn                     | CDU      | 39,5 %           | 31,7 %        |
| Michael Zwinscher                 | FDP      | 6,0 %            | 6,7 %         |
| Waltraud Blarr                    | GRÜNE    | 6,6 %            | 5,1 %         |
| Rudi Blumenstiel                  | PBC      | 1,0 %            | 0,7 %         |
| Thomas Thiel                      | WASG     | 3,9 %            | 2,8 %         |
| –                                 | Sonstige | –                | 6,4 %         |
| Wahlberechtigte: 67.912 Einwohner |          |                  |               |
| Wahlbeteiligung: 60,4 %           |          |                  |               |

- Direkt gewählt wurde Hildrun Siegrist (SPD).[5]
- Brigitte Hayn (CDU) wurde über die Landesliste (Listenplatz 11) in den Landtag gewählt.[9]